# Saurodactylus slimanii
Saurodactylus slimanii — вид геконоподібних ящірок родини Sphaerodactylidae. Ендемік Марокко. Описаний у 2019 році.

## Поширення і екологія
Saurodactylus slimanii мешкають в Центральному Марокко, на півдні від Атлаських гір, в районі Варзазата і Тінгіра.